# Bataille de Bengtskär
Guerre de Continuation de la Seconde Guerre mondiale
Batailles
1941
- Carélie du Ladoga
- Isthme de Carélie
- Carélie orientale
- Silberfuchs
  - Renntier
  - Platinfuchs
  - Polarfuchs
- Kirkenes et Petsamo
- Hanko
- Bengtskär
- Porlampi

1942
- Suursaari
- Someri

1944
- Vyborg-Petrozavodsk
  - Tienhaara
  - Tali-Ihantala
  - Île de Nerva
  - Baie de Vyborg
  - Vuosalmi
  - Nietjärvi
  - Ilomantsi
  - Hokki

Campagnes de la mer Baltique
La bataille de Bengtskär est une opération militaire amphibie ayant opposée les forces finlandaises aux forces soviétiques le 26 juillet 1941, pendant la guerre de Continuation.

## Contexte
En novembre 1939, les troupes soviétiques russes attaquent la Finlande. En 1941, le promontoire de Hanko est aux mains des Russes. L'importance stratégique de Bengtskär devient évidente, car les troupes finlandaises présentes sur l'île peuvent facilement surveiller les activités soviétiques.

## Bataille
Le 26 juillet 1941 à une heure, deux patrouilleurs russes débarquent secrètement dans la partie sud de Bengtskär, sous couvert du brouillard. Le groupe d'envahisseurs, composé de cent hommes, dirigé par le lieutenant Kourilo, reçoit l'ordre de détruire complètement le phare, de sorte qu'il ne puisse plus jouer de rôle dans les activités de guerre russes.
Le débarquement initial, effectué au milieu de la nuit dans des conditions brumeuses, débute sans accrocs, car les sentinelles finlandaises confondent les navires avec des dragueurs de mines allemands. Découvrant ensuite l'identité des hommes en train de débarquer, la petite garnison finlandaise, constituée de quarante et un hommes, dont quatre gardiens de phare, repousse la première attaque russe. À dix kilomètres de distance, des batteries installées à proximité bombardent les bateaux de patrouille soviétiques et les soldats ennemis qui se cachent dans les crevasses rocheuses de l'île. Aux premières heures du 26 juillet, des canonnières finlandaises, des navires de la Garde côtière arrivent tandis que des chasseurs bombardiers de l'armée de l'air finlandaise survolent l'île et attaquent les envahisseurs. À l'aube, un commando finlandais débarque et se joint à la lutte pour repousser l'attaque soviétique.
Le débarquement a été effectué avec quatre patrouilleur de la classe MO (en), tandis que six autres navires sont ensuite envoyés pour récupérer les forces soviétiques sachant la mission impossible a réaliser. Les canonnières finlandaises Uusimaa et Hämeenmaa engagent le combat contre l'adversaire, l'Uusimaa coulant le patrouilleur PK-238 avec des tirs d'artillerie.

## Résultats
La bataille aboutit à une victoire finlandaise, grâce à l'intervention des canonnières. 16 marins soviétiques sont sauvés et capturés du naufrage du PK-238, tandis que 13 autres sont capturés sur l'île. Certains soldats soviétiques se suicident avec des grenades à main. Les estimations finlandaises évaluent les pertes soviétiques à 60 tués (dont 40 sur terre), tandis que les Finlandais dénombrent 16 hommes perdus dans l'infanterie et de 4 hommes à bord des navires. Le lendemain, un bombardement aérien soviétique tue 11 autres hommes attendant d'être évacués. Des sources soviétiques rapportent que l'équipe de débarquement était composée de seulement 31 hommes : les pertes sont de 31 tués (dont 8 marins) et 24 prisonniers (dont 16 marins).